# 中岡慎太郎

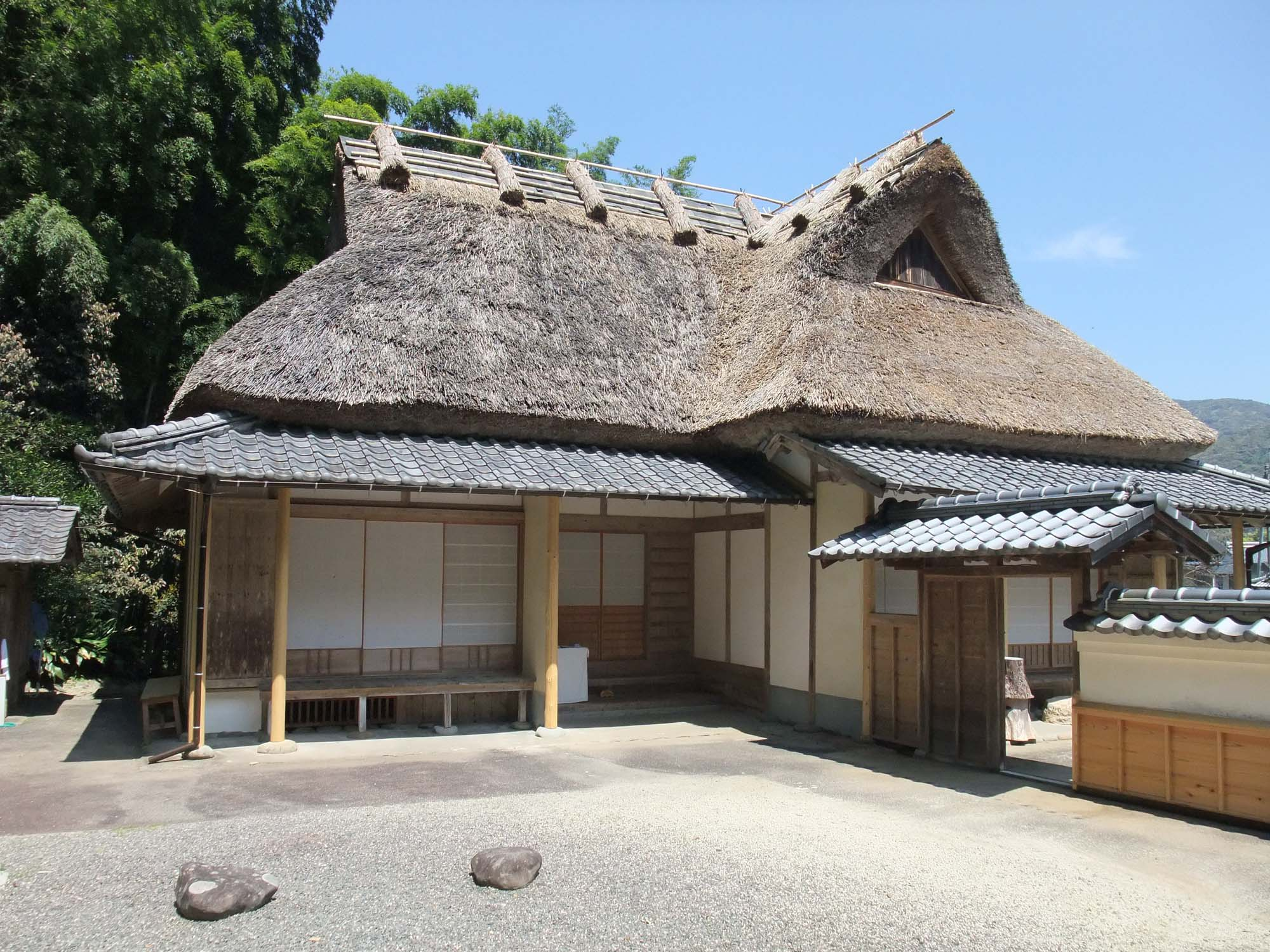
中岡慎太郎生家（復元）

円山公園の坂本龍馬と中岡慎太郎像
（写真は戦後再建された2代目の像）

中岡 慎太郎（なかおか しんたろう、天保9年4月13日〈1838年5月6日〉 - 慶応3年11月17日〈1867年12月12日〉）は、日本の幕末の志士。陸援隊隊長。贈正四位（1891年〈明治24年〉4月8日）。

## 生涯

### 生い立ち
天保9年4月13日（1838年5月6日）、土佐国安芸郡北川郷柏木村（現在の高知県安芸郡北川村柏木）に北川郷の大庄屋・中岡小傳次と後妻ウシの長男として生まれた。名は道正。通称ははじめ福太郎(「福五郎」とも）、光次、のち慎太郎。号は遠山、迂山。変名は石川清之助（誠之助、清之介）、大山彦太郎、横山勘蔵、寺石貫夫など。
安政元年（1854年）、間崎哲馬に従い経史を学び、翌年には武市瑞山（半平太）の道場に入門して剣術を学ぶ。安政4年（1857年）、野友村庄屋・利岡彦次郎の長女・兼（かね）と結婚（慎太郎は数え年で20歳、兼は15歳）。文久元年（1861年）には武市が結成した土佐勤王党に加盟して、本格的に志士活動を展開し始める。
文久2年（1862年）、長州藩の久坂玄瑞・山県半蔵とともに、松代に佐久間象山を訪ね、国防・政治改革について議論し、大いに意識を高める。

### 勤王党弾圧
文久2年（1862年）12月、土佐勤王党の間崎哲馬、平井収二郎、弘瀬健太が、青蓮院宮親王の令旨を奉じ、土佐の藩政改革を企てる（青蓮院宮令旨事件）。江戸でこの事件を知った山内容堂は激怒し、間崎らを国許へ送還し、幽閉した。
文久3年(1863年)4月、土佐に帰国した容堂は、攘夷派の弾圧を開始する。まず、乾（板垣）退助、平井善之丞、小南五郎右衛門、小笠原唯八ら、他藩士と交際し攘夷論を唱える上士たちを免職し、6月には先の青蓮院宮令旨事件の首謀者3名を切腹に処した。
京都で八月十八日の政変が起こると、弾圧はさらに激化し、盟主の武市をはじめ、武市の実弟・田内衛吉、妻・富子の親族である島村寿之助、島村衛吉、その他にも河野万寿弥、島本審次郎、安岡覚之助、小畑孫次郎・孫三郎兄弟ら、土佐勤王党の主立つ面々が投獄された（のちに、京都から護送された岡田以蔵の自白により、久松喜代馬、村田忠三郎、岡本次郎も入牢）。
慎太郎も捕縛対象に含まれていたが、同志・足立行蔵から危機を知らされて脱藩し、辛くも窮地を脱した。

### 長州への亡命
失脚した乾退助を訪ね、胸襟を開いて討幕を誓った慎太郎は、土佐藩を脱藩し、同年9月、長州藩に身を寄せた。以後、石川清之助と変名を称し、長州藩内で同じ境遇の脱藩志士たちのまとめ役となる。また、周防国三田尻に都落ちしていた三条実美ら七卿（五卿）の衛士となり、長州はじめ各地の志士たちとの重要な連絡役となった。
元治元年（1864年）7月19日に勃発した禁門の変には、浪士部隊・忠勇隊の一員として参戦したが、長州軍は惨敗し、慎太郎も銃弾で足を負傷した。この戦いで、忠勇隊総督の真木和泉が自刃したため、慎太郎は和泉の弟・外記と共に、後任の総督を務めることとなる。

### 攘夷論から開国論へ
禁門の変での敗戦に追い打ちをかけるように、翌8月、長州藩は、昨年の攘夷実行（下関を航行する外国船への砲撃）の報復として、イギリス・アメリカ・フランス・オランダの四ヶ国艦隊による攻撃を受ける（下関戦争）。この戦争で、外国との軍事格差を思い知った慎太郎は、攘夷の無謀を悟り、開国による富国強兵論へ転じる。
慶応元年（1865年）冬、慎太郎は『時勢論』と題した政治論文を著し、故郷の同志たちに向けて、日本の国家としての展望と、土佐藩の執るべき指針を説いた。以後、彼の政治論文は慶応2年(1866年)10月（「窃に知己に示す論」）、同年11月（「愚論　窃に知己に示す」）、慶応3年(1867年)夏（「時勢論」）の4回にわたって書かれ、後世、『時勢論』と総称された。

### 薩長同盟の締結
禁門の変以降朝敵と定められ、幕府による再討（第二次長州征伐）が迫りつつあった長州藩の救援と、雄藩連合による国家の再建を実現するため、慎太郎は土佐浪士の土方久元らと共に、薩長同盟の実現を目指して周旋を開始する。
この動きに、長崎で亀山社中（後の海援隊）を結成した坂本龍馬なども賛同し、慶応2年1月21日（あるいは22日）、京都二本松薩摩藩邸(現在地・同志社大学)で薩長を和解させ、堀川通一条東の近衛家別邸(薩摩藩家老・小松清廉寓居/御花畑御屋敷)において薩長同盟を締結させた。ただし慎太郎はこの時、第一次長州征討の戦後処理で下関から大宰府へ移された三条実美ら五卿の応接掛を務めており、大宰府の治安対策や五卿に面会する希望者の対応に専念するため、同盟締結の場には出席できなかった。
また、同年2月には、西郷から山内容堂への働きかけによって、慎太郎と龍馬は土佐藩から脱藩の罪を赦免された（ただし、身分は浪士のままで、藩籍復帰はしていない）。

### 薩土倒幕挙兵の密約
慶応3年(1867年)、慎太郎は江戸の乾退助を京に呼び寄せ、5月18日、京都東山の料亭「近安楼」で、乾、福岡藤次、広島藩・船越洋之助らと会見した。さらに5月21日、慎太郎は乾を薩摩の西郷隆盛に会わせることにし、以下の手紙を書いた。
これにより、慎太郎は同日、京都の薩摩藩家老・小松清廉寓居（御花畑御屋敷/薩長同盟締結と同じ場所）で、土佐藩の谷干城・毛利恭助らとともに薩摩藩の西郷吉之助（のちの隆盛）らと武力倒幕を議する事となった。
乾が後年、談話（『維新前後経歴談』）で語った内容によれば、彼は「私に三十日の日を仮（か）してくれれば、土佐へ行って兵を募る。その兵を募ることが出来なかったら私は割腹する」と誓い、慎太郎もまた「私が西郷さんの所に人質に残って、乾の言うことが無になったら私が割腹する」と決意を述べたことで、西郷の信頼を得て、出兵の密約を結んだ（薩土密約）。

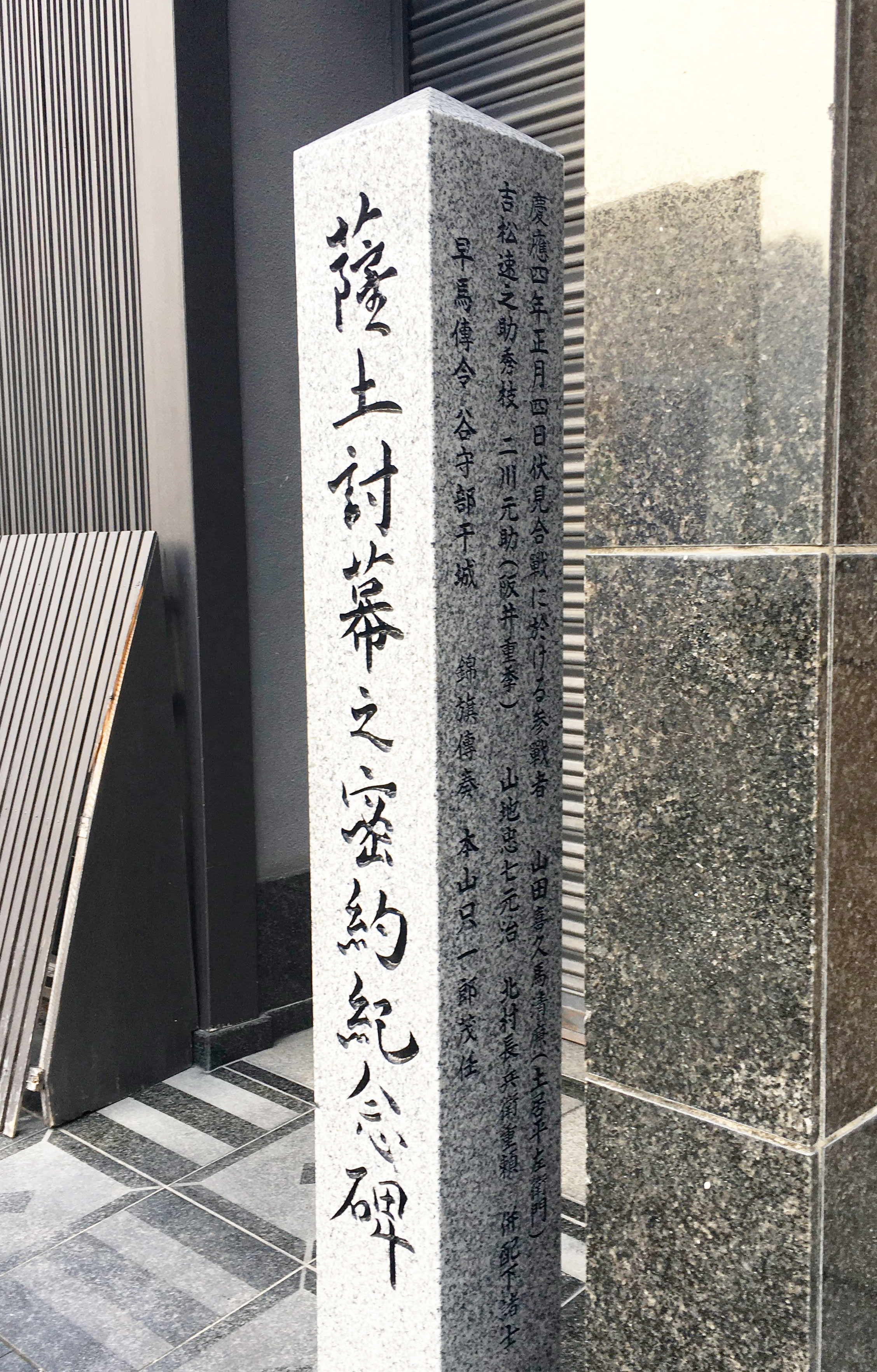
「薩土討幕之密約紀念碑」
密約が締結される前段階として京都東山の「近安楼」で会見がもたれたことを記念する石碑
京都市東山区（祇園）

中元崇智は、この出兵の約定は、乾や西郷らが個人の資格で結んだものであり、藩を代表した密約とはいえないとする。しかし、密約の結ばれた21日の翌日にあたる22日に乾が容堂に稟申し密約の許可を得ていることや、その結果土佐藩は中岡慎太郎に命じ藩費でアルミニー銃300挺を大坂で買い付けていること。乾退助を土佐藩の軍事部門の頂点に据えて、北条流弓隊を廃止し砲兵隊を創始し、軍制改革を行い近代式練兵を開始していること。密約の存在を知らず「討幕派水戸浪士（中村勇吉、相楽総三など)を土佐藩邸内に乾退助が隠匿していることを寺村左膳が容堂に密告し、退助の切腹を迫った際に、容堂自身が密約を了承している旨を左膳らに説明し、退助の切腹が回避されたことなどから、21日の段階では、個人資格で結んだものであるが翌日には土佐藩の了解を得たものであり、そもそも、薩長同盟も薩土盟約も個人資格で結んだ同盟を、後から藩の了承を得る方法をとっていることから、薩土密約を過小評価すべきではないとする見方が強い。また薩摩藩側も5月21日は家老小松帯刀が隣席しており、5月24日に藩の重臣会議を開き武力討幕路線が了承されている。

### 薩土盟約の仲介
6月17日、土佐藩参政・後藤象二郎は、前土佐藩主・山内豊信に、幕府に自ら政権を返上させ、朝廷を中心とした新政府を樹立する「大政奉還」の構想を進言し、その実現のための建白運動の了承を得た（大政奉還は従来、坂本龍馬が後藤に献策したとされていたが、現在は、龍馬の献策書「船中八策」は後世の創作であるとの説が有力であり、龍馬がどの程度、立案に携わったかは不明。この船中八策の創作の煽りを受け、薩土盟約が過大評価され、薩土密約が過小評価されることになったと言われる）。
22日、慎太郎と龍馬の仲介によって、土佐藩の後藤象二郎、福岡孝弟、真辺栄三郎、寺村左膳の４名と、薩摩藩の小松帯刀、西郷吉之助、大久保一蔵の３名の在京重役が、京都三本木の料亭・吉田屋に一堂に会した。後藤ら土佐側はこの会合で、大政奉還の建白を推進していくことを説き、薩摩側もこれを了承し、両藩の提携が結ばれた（薩土盟約）。また、後藤は建白にあたって、土佐藩兵二大隊を率いて上洛し、将軍に圧力をかけることを薩摩側に約した。
研究者の家近良樹によれば、西郷らがこの土佐の方針を承認したのは、「万が一、将軍が政権を朝廷に返上して王政復古が実現すれば、それはそれでよい、反対に大政奉還運動が失敗すれば、武力倒幕に踏み切るうえで公然たる名目がたち、いずれにせよ、西郷らにとっては好都合なプランの提示だった」からだと考えられるという。
一方、慎太郎と龍馬が仲介した理由については、会合の翌日23日、佐々木高行の日記『保古飛呂比』に彼らの考えが記されている。それによれば、慎太郎たちは、「これまで土佐藩は幾度も藩論を変えたため、薩摩藩は土佐への疑念を解いていない」「大政奉還を土佐藩が主張し、その主体となれば、薩摩藩も必ず信用するだろうし、薩長人も土佐が主体的な提案をすることを望んでいるだろう」と述べているように、運動の結果がどうあれ、まずは土佐藩が京都政局に自ら参加し、薩長からの信頼を得て、雄藩同士の提携が進むことを狙っていた。
また、慎太郎はこの前年の10月26日時点ですでに、『時勢論　二』（窃ニ示知己論）において、大政奉還の必要性を説いているように、必ずしも武力倒幕一辺倒ではなかった。

### 岩倉具視との協力
慎太郎は、朝廷内の政局を掌握するため、有力な公家との提携を企図していたが、大事を担えるほどの人物はなかなかいなかった。
あるとき、橋本鉄猪（大橋慎三）に、岩倉具視を訪ねるよう勧められる。岩倉は、「佐幕の大奸」として志士たちから忌み嫌われる存在であったため、慎太郎は当初、気が進まなかったが、実際に会ってみると、優れた能力と見識を備えた人物であった。
慎太郎は考えを改め、王政復古のため、岩倉との協力関係を深めていく。また、岩倉に龍馬を引き合わせたり、太宰府の三条実美と和解・協力させるなど、周旋のために尽力した。

### 陸援隊結成
7月、慎太郎は洛外白川村の土佐藩邸（京都河原町の土佐藩邸とは別）に浪士たちを集め、陸援隊を組織し、自ら隊長となる。藩当局から承認を得たのは27日、白川村の藩邸に入ったのは29日のことである。

これに先立つ7月22日、慎太郎は、土佐藩・大目付(大監察)本山只一郎へ書状を送っている。
研究者の平尾道雄は、上記の書状について、「議論周旋も結構だが、しょせんは武器をとって立つ覚悟がなければ空論となろう。薩長の意気をもってすれば近日開戦は必至の勢であるから、容堂公の上京も、その覚悟がなければ中止した方がよろしい」と要約している。先の薩土盟約を仲介し、大政奉還の推進に協力した慎太郎であったが、一方で、武力倒幕の可能性も視野に入れて動いており、この前年11月には、『時勢論　三』（愚論窃カニ知己ノ人ニ示ス）の中で、長州を手本にした軍制改革を、土佐の同志たちに向けて詳細に説いている。
また、9月22日にも、慎太郎は、土佐在国の同志・大石弥太郎（円）宛てに「兵談」と題した書状をしたため、より具体的な軍隊編成案を説いた。いつ武力倒幕の火が上がってもおかしくない状況の中で、土佐藩兵の武備強化・軍制改革は急務であり、長州の近代的な軍隊や戦役をその目で見てきた慎太郎は、その実現のために奔走していた。
陸援隊は、こうした緊迫した情勢下で結成された在京浪士部隊であり、洛中の同志たちを藩邸に収容して保護すると共に、倒幕のための戦力たるべく、軍隊として統制・調練が施された。また、慎太郎は隊長に就任するにあたり、幕吏からの追及を避けるために横山勘蔵と変名した。
当時、陸援隊に属した浪士は約50名とも70名とも言われ、これに加えて、50名ほどの十津川郷士も白川村の藩邸に馳せ参じた。土佐浪士の大橋慎三、田中光顕、木村弁之進、水戸浪士の香川敬三（鯉沼伊織）らが隊の幹部を務め、薩摩藩の兵学者・鈴木武五郎の指導のもと、洋式の銃隊訓練が行われた。
陸援隊は後藤象二郎、由比直春（猪内）、福岡孝弟、佐々木高行、谷干城ら、土佐藩上層部における慎太郎の同志たちの協力によって運営されていたが、藩内の佐幕派からは危険視されていた。藩上層部では一時、白川村の藩邸から陸援隊を放逐する計画が持ち上がったこともあり、佐幕派の根強い土佐藩において、慎太郎や陸援隊の立場は不安定であった。

### 薩土盟約解消
薩土盟約締結の翌月7月、長崎でイカルス号事件という外国人殺傷事件が発生した。海援隊が容疑者として目されたことから（冤罪）、後藤象二郎はこの処理にしばし忙殺され、上京することができなかった。
9月3日、後藤はようやく上京が叶い、大坂で西郷と会見したが、先の会合で約した土佐藩兵の出兵について、主君の山内容堂から許可を得ることはできなかった。長く待たせた上に、約束を守らず手ぶらでやってきた後藤に、西郷ら薩摩藩在京重役の失望ははなはだしく、薩土盟約は解消された（両藩の友好関係まで決裂したわけではない）。
以降、土佐藩に見切りをつけた薩摩藩は、自藩と長州藩・芸州藩の三藩による三都（京都・大坂・江戸）挙兵計画を企図し、武力行使によるクーデター（武力倒幕）を目指して動くこととなった。
この後藤の失態には、龍馬も大きく失望し、9月20日、木戸準一郎（桂小五郎、木戸孝允）に宛てた書状の中で、「失脚した後藤を土佐か長崎に左遷し、代わりに（強硬派の）乾退助を京に呼び寄せるべきか考えている」と述べている。また、龍馬はもはや大政奉還は潰えたと考えたのか、提携解消後、長崎で大量の小銃を買い込んでいる。このうち、京都へ送られた二百挺の小銃については、慎太郎率いる陸援隊のためのものではないかという説がある。

### 大政奉還成立
こうして一旦は潰えたかに見え大政奉還であったが、後日、急速な進展を見せる。9月20日、幕閣・永井尚志が、大政奉還建白書の提出を、内々に促してきたのである。
幕府側に、政権返上を検討する意思があると知った後藤象二郎は、10月2日に薩摩藩にも了承を取り付け、翌3日には建白書を提出した。
前述のように、慎太郎は早くから大政奉還の必要性を説き続けていたものの、同時に、現実的な手段として武力倒幕の準備を進めてきた。しかし、薩長芸三藩の挙兵計画が延期するなど、武力倒幕路線が停滞する中、大政奉還の建白書提出が実現されたことを知ると、これに歓喜し、10月3日の本山只一郎宛ての書状で、「これ以上ない良策であり、（大政奉還実現のために）必死の覚悟で尽力していく心得にございます」と述べている。
10月9日、永井は後藤に、建白書を採用するとの内報を告げた。
そして13日、徳川慶喜は二条城に、在京諸藩の重臣たちを集め、大政奉還を表明（幕臣たちには前日に内示）。翌14日に上表文を朝廷へ提出し、15日に受諾された。

### 暗殺

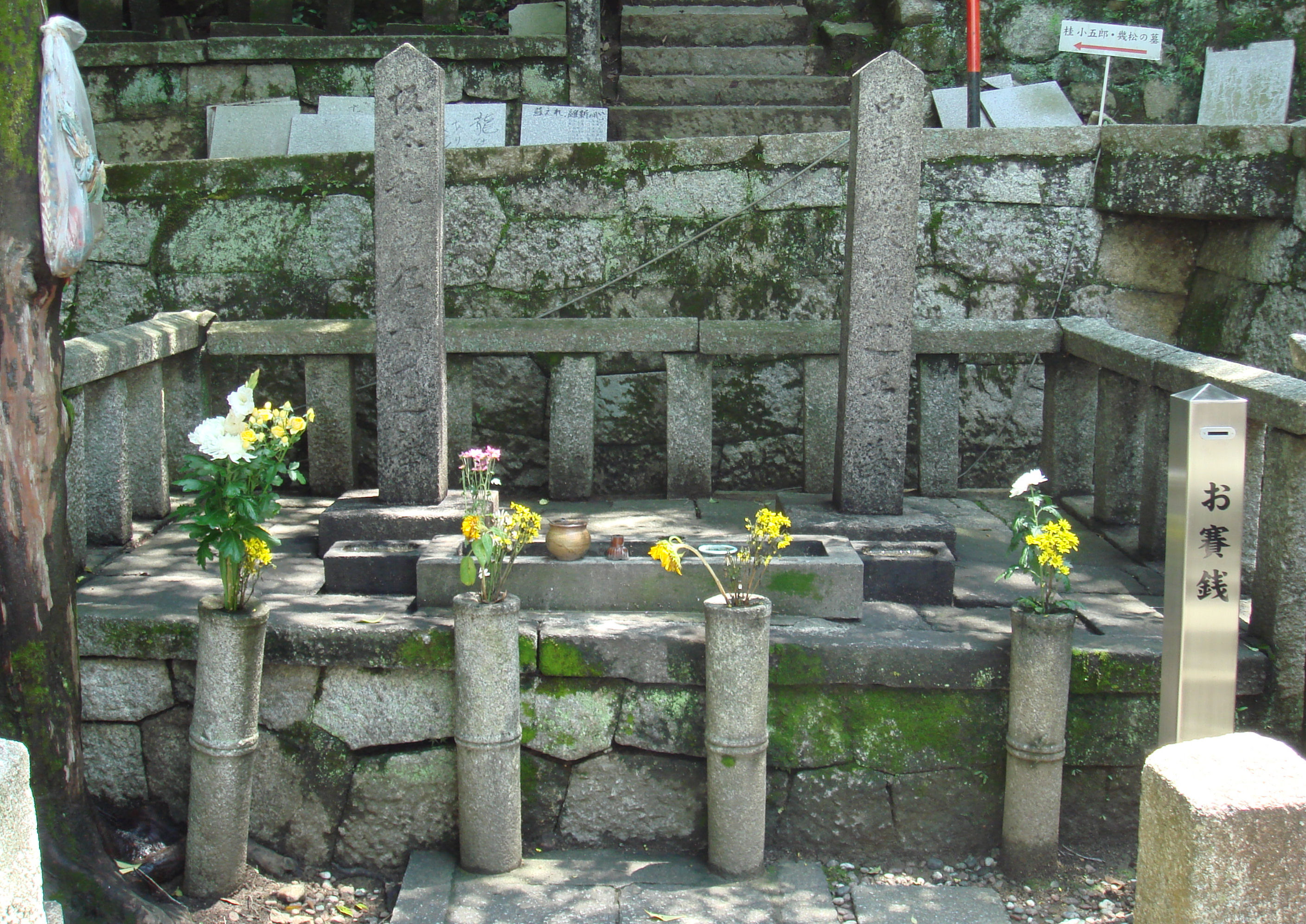
霊山護国神社にある中岡慎太郎の墓
（右側、左は坂本龍馬の墓）

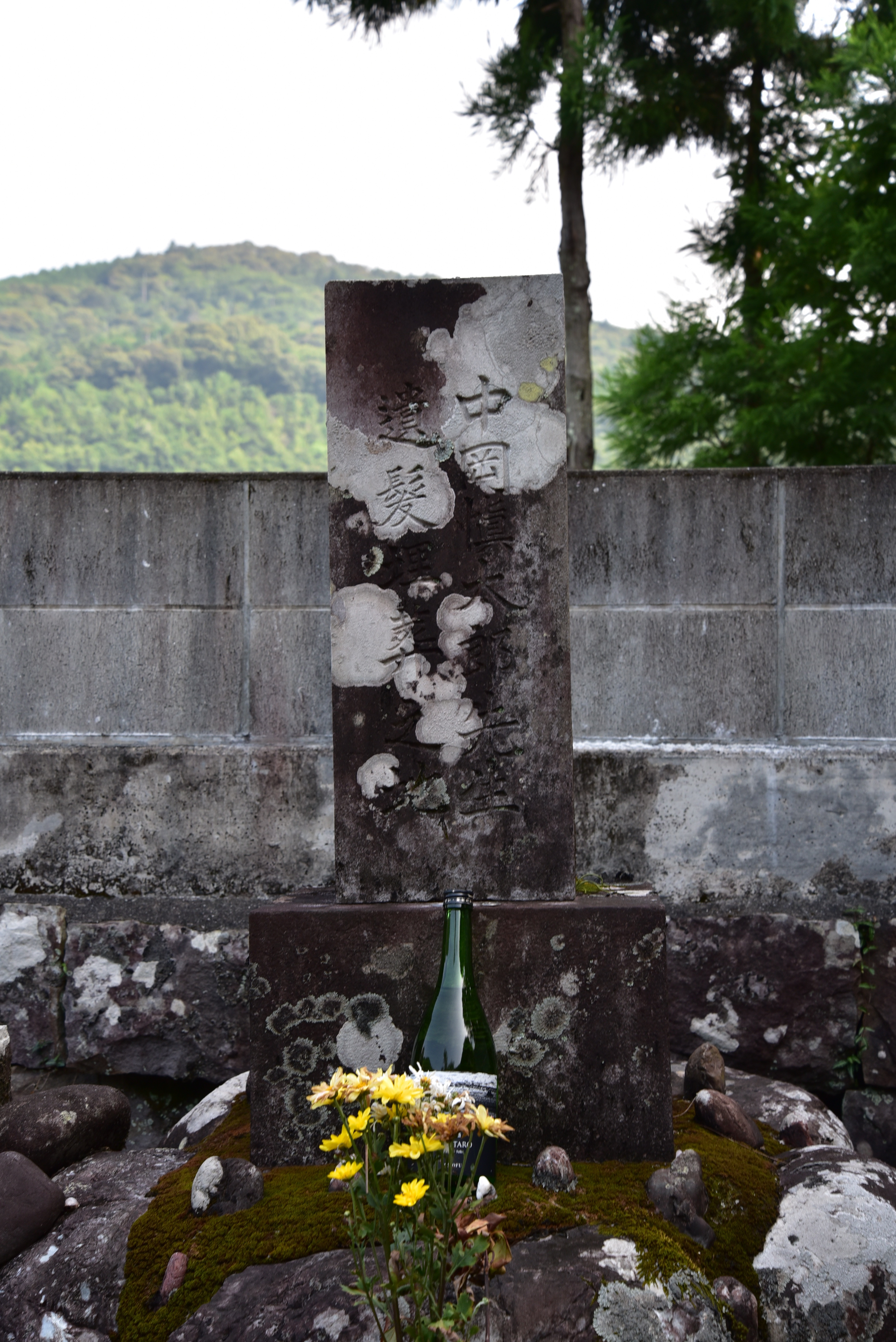
中岡慎太郎遺髪埋葬地（北川村）

11月15日、京都四条の近江屋に坂本龍馬を訪問中、何者かに襲撃され両手足など11箇所を斬られて瀕死となる（近江屋事件）。龍馬は即死ないし翌日未明に息絶えたが、慎太郎はその後に好物の焼飯を食べる程に回復し、暗殺犯の襲撃の様子について谷干城や田中顕助などに詳細に語るが、出血多量により次第に衰弱。陸援隊の香川敬三に対して「我が為に岩倉卿に告げて欲しい。王政復古のこと、一に卿の御力に依るのみである。」、「速やかに討幕の挙を実行されよ。後れを取れば、敵のために逆襲せられるであろう。必ず同志の奮起を望む。」と言葉を託し、11月17日に死去。享年30。
墓所
墓所は、京都府京都市東山区の京都霊山護国神社内の霊山墓所（中腹）にあり、同時に襲撃をされ亡くなった坂本龍馬と並んで建てられ、左下には土佐藩招魂社がある。墓石脇には顕彰碑と手水場があり、円山公園に建てられた銅像の原型となる銅像が建てられている。また故郷、高知の北川村の中岡家歴代墓所には「中岡慎太郎の遺髪塚」がある。

## 死後の影響

### 天満屋事件
慎太郎と龍馬の死後、海援隊士らは犯人をいろは丸沈没事故で多額の賠償金を支払わされた紀州藩であると考え、慶応3年12月7日(1868年1月1日)、海援隊・陸援隊士ら総勢16名(15名とも)が、紀州藩士・三浦休太郎を襲撃し、警護に当たっていた新選組と戦った（天満屋事件）。

### 高野山挙兵
慎太郎は生前、田中顕助、伊藤俊輔と共に、「陸援隊によって高野山を占拠し、紀州藩を牽制する」という計画を協議していた。慎太郎の死後も、岩倉具視らも加わって計画は進められており、天満屋事件の翌日にあたる、慶応3年12月8日(1868年1月2日)、実行に移されることとなった(高野山挙兵)。
挙兵の内勅を受けた陸援隊は、侍従・鷲尾隆聚を奉じて、白川村の土佐藩邸から脱走し、12日には高野山に着陣した（なお、彼らが脱走した翌9日、京では薩摩藩らによるクーデター「王政復古の大号令」によって新政府が樹立され、御所から締め出された徳川慶喜および会津藩・桑名藩は、大坂への退去を余儀なくされた）。
陸援隊は内勅を盾に占拠を続けることで、紀州藩の動きを封じ込めることに成功する。翌年、鳥羽・伏見の戦いで、新政府軍勝利の報せを受けると、高野山を下り、京へ帰還した。その後、陸援隊士の多くは御親兵に編入され、新政府軍の東征に加わった。

### 鳥羽・伏見の戦い
慶応4年1月3日（1868年1月27日）、新政府軍と旧幕府軍による、鳥羽・伏見の戦いが勃発する。
山内容堂は当初「これは薩摩・長州と、会津・桑名らの私闘である」として、在京の土佐藩兵らには戦闘行為を固く禁じていた。伏見方面の守備につく小隊長・山田喜久馬、吉松速之助らは、藩命を守って戦闘を避けていたが、翌4日、斥候のために出張してきた山地忠七と、兵糧輸送を命じられていた二川元助が率いる土佐藩小隊が独断で戦闘に参加。山田、吉松、それに砲兵隊長の北村長兵衛もこれに同調し、総督・山内隼人（深尾茂延）を説き伏せ、脱藩覚悟で戦闘に参加した。
その後、戦況は新政府軍に優位に推移し、6日、旧幕府軍は大坂へ敗走。同日深夜、徳川慶喜は大坂城を脱出して江戸へ逃れ、勝敗は決した。
かつて慎太郎と共に、西郷と「薩土密約」を結んだ乾退助は、鳥羽・伏見の戦いの開戦当時、すべての役職を解かれて土佐にいた。容堂ら首脳陣は、主戦派の乾が火種となることを恐れ、谷干城らの度重なる働きかけにも耳を貸さず、その上京を許さなかった。
しかし、鳥羽・伏見の戦いにおいて、藩命を無視して戦闘参加した山田喜久馬らは、いずれも乾の同志であり、乾が主導した兵制改革によって、小隊長に任命された面々であった。維新を前に斃れた慎太郎も、在国を余儀なくされた乾も、自ら出兵の密約に応じて参戦することこそ叶わなかったが、彼らの素志は同志たちを動かし、結果的に薩土密約を履行させたといえる。

### 岩倉と三条の融和
岩倉具視は、世間から佐幕派と見なされた人物であり、尊攘派公家の巨魁である三条実美は、彼を忌み嫌っていた。
しかし、慎太郎の周旋により、両者の融和・提携が図られ、声望の高い三条と、政治力に長けた岩倉は、共に協力して、王政復古のために力を尽くすこととなった。
維新後、三条・岩倉は明治政府の首班を務めたが、この体制の実現において、両卿どちらからも信頼の厚い慎太郎の働きは大きかった。

## 系譜
- 中岡氏の姓は藤原氏、家紋は「丸に綿の実」。中岡家は名字帯刀を許された大庄屋で、土佐藩では庄屋は転勤の制度があったため、中岡氏の発祥は北川村（柏木村）ではなく、同家が北川郷14ヶ村の大庄屋に赴任したのは、慎太郎の祖父・要七の代からである。そのため、要七以前の中岡家の先祖代々の墓は高知県内の各所に点在していたが、現在は移されて北川村にある。

## 銅像
銅像
- 高知室戸岬[26] - 銅像は本山白雲の製作で、1935年（昭和10年）に除幕式が行われた[27]。桂浜にある龍馬の銅像が向かう先と同じ方向を見ていると噂されているが、両者の銅像の方向には全く関係はない。桂浜の龍馬の銅像と同様にこの像も第二次世界大戦中の金属供出を免れている[28]。
- 高知中岡慎太郎館（中岡慎太郎生家）
- 京都円山公園
- 京都霊山護国神社

## 評価

### 幕末の著名人
- 坂本龍馬
  - 「我中岡と事を謀る往々論旨相協はざるを憂う。然れども之と謀らざれば、また他に謀るべきものなし」
  - 「石川清之助（中岡慎太郎）　この人は私同様の人」（慶応3年6月24日付 坂本乙女・おやべ宛書状）
- 西郷隆盛
  - 「倶に語るべき一種の人物なり」
  - 「節義の士なり」
- 岩倉具視 「誼を条公（三条実美）に通じ、交を西郷、木戸、広沢、黒田、品川、五子に結びたるは中岡、坂本、二子の恵みなり」

- 板垣退助 「中岡慎太郎という男は本当に立派で西郷、木戸らと肩を並べて参議になるだけの智略と人格を備えていた」

- 佐久間象山 「土州藩の使者（慎太郎）は頗る頑固な人で、これを辞したら殆ど刺違へぬばかりに議論をした」

- 品川弥二郎 「石川は資性恬憺の人物なり」
- 正親町三条実愛 「随分たしかなる人」
- 早川勇
  - 「其誠心可感、其達見可嘉」
  - 「薩長和解は、坂本龍馬が仕遂げたというも過言ではないが、私は内実の功労は中岡慎太郎が多いと思う。中岡は、高杉がまだ長州の内訌を回復せぬ前、四境には兵がかこんでおる。ことに遊撃隊に身をおいて、その苦心は一方ならぬものがあった。坂本は私どもが五卿を迎えて国に帰った後に来た人であるから、どれだけ功労があったかは知らぬが、私は中岡の功労はよく知っている」
  - 「長州における坂本と中岡の周旋を見るに、はでなことは坂本に属するが、中岡はどうかというに、この人ほど苦心した者はないと思う」
- 楢崎龍 「面白い人で、私を見ると『お龍さん、僕の顔に何か附いていますか』などと、何時もでがうて居りました」

### 土佐勤王党・陸援隊関係者
- 土方久元 「至誠剛直の真丈夫であって、一頭地を抜ておった」[29]
- 香川敬三 「略を好む、大志あり」

- 大江卓
  - 「元来、土佐の王政復古論の筆頭は坂本龍馬だということになってはいるが、或は中岡慎太郎の方ではないかと自分は思っている。一寸ここで坂本と中岡の人物を評して見るなれば、中岡は後の板垣（退助）、坂本は後藤（象二郎）という形である。中岡坂本両人共に（武市）瑞山の後継で二重鎮であった。ちょうど長州を例にとっていえば、松蔭門下の久坂玄瑞、高杉東行というところである。人物の風格も似ていないではない」
  - 「中岡は台閣の器であり、坂本は広野の猛獣であった。一は宰相の風があり、一は豪傑の面影があった。此の二人を土佐が早くも失ったのは返す返すも惜しいことをしたものである」
- 田中光顕
  - 「中岡氏は東群の大里正なり。その在群にあるや郷民皆その徳に伏す。其人となり深沈にして胆力あり。当時土州脱藩士五六十在せりと雖も、恐らくはその巨魁なるべし」
  - 「中岡を以て策士と見做すは誤っている。彼は西郷南州と其型を一にする君子人であった」
  - 「非常に真面目な男であっただけに、坂本が大ビラにお龍を連れて歩いたのに比し、彼は極めて秘密の裡に閑日月を楽しんだものである」
  - 「何時か一人で外出して帰ってきて『今日、祇園で湯に入ったが、素的な代物が一緒に入っていて僕は湯から出られなくて困った』という笑い話をしたことがあった。中岡は大体謹厳な人であったけれども、一方のこともなかなか剛の者であった」
  - 「中岡先生は坂本先生と終始仕事を一緒に致しましたけれども、坂本先生の名が最も広く世界に伝わって居ります。しかし、私は其の識見に於て、其の手腕に於て、中岡先生の方が遥かに優って居ったと思います。維新の原動力が三条、岩倉両公にあることを達観して、両公を握手させたのも先生であります。坂本、後藤に先だって政権を朝廷に奉還せねばならんと言う意見を唱道したのも先生であります。こう言う活眼の人が維新後まで生残って居たなら、吾々土佐人の肩身も一層広かったであろうと誠に遺憾に堪えないのであります」
  - 「先生は弁舌さわやかで、剣をもって坂本龍馬より上であったろう。障害になる人物が現れると、先生が行けば一時間の猶予も必要でなかった。一時間以内に意のままに説き伏せて帰って来た」
  - 「頗る真面目な人で即ち精神家であった。精神家であるだけ、なかなか神経質な所があって、一時は脳を悪くし養生かたがた水戸の住谷寅之介を訪ねたり、信州に佐久間象山を訪ねたりした。品行なども絶対に酒色を遠ざけるという程に融通の利かぬ男ではなく、終始その起居を共にした自分としては天機漏らす可らざる事も知って居るが、大体に於いて謹厳な男で、その性格がよく西郷に似ていた。中岡は何時も西郷の人物を推賞し、西郷もまた中岡を賞賛して居た」

- 三宅謙四郎 「中岡は予と同年か一つ兄か位の人にて身丈も予と同様、五尺ばかりの男なりき。予と頗る馬合いにて極めて親密にしたり。剣は予と同じく武市先生に学びたるも、余り熱心にてもなく、どちらかといえば文学の人なりしが、それかといいて学問も深邃なりしとはいい難し。平生、大の議論好きなり。その風貌、写真の伝うのごとし。似たりとは愚か全くその儘なり。ただし眼光炯々として蒼鷹の羽ばたかんとするがごとき感なるも、実際の人となりは温和にして色白く、声音も尋常なりき」

### 故郷の人々
- 縫 （慎太郎の姉）「中岡先生はひとときも無駄という時間のない人じゃった」「秋の刈入れの時、先生は所用から夕方烏ヶ森を越えて帰ってくると、百姓たちが稲の取り入れに追われている。先生は家に帰り着くなり稲ざすを持って、すっと手伝いにくるといった人じゃった」
- 尾崎旦爾(熊吉) 「才略と胆力と人格を有し、而して彼の如く刻苦し、彼の如く忍従し、克く結び、克く尽し、回天の大業を空挙に築き、維新の元勲として功績最も多く、稀世の英傑なり」

- 川北茂馬 「中岡先生は背筋をピンと伸ばして、はるかむこうに目をやり、両手を大きく振りながら、すっ、すっと歩く人であった。えろうなる人は、子供の時から違うちょったぞ」
- 山本左右吉妻女 「中岡さんは大変足の早い人で、私の所にかくれて居た時にも『ちょっとそこで煙草を買うて来る』と言って、夕食を済まして出たまま、幾ら経っても戻って来なかったから、如何したかと心配していると程経て手紙が来て、それによると何でもその夜のうちに十八里歩いて、脱藩したという事で、皆驚きました」[30]

## 逸話

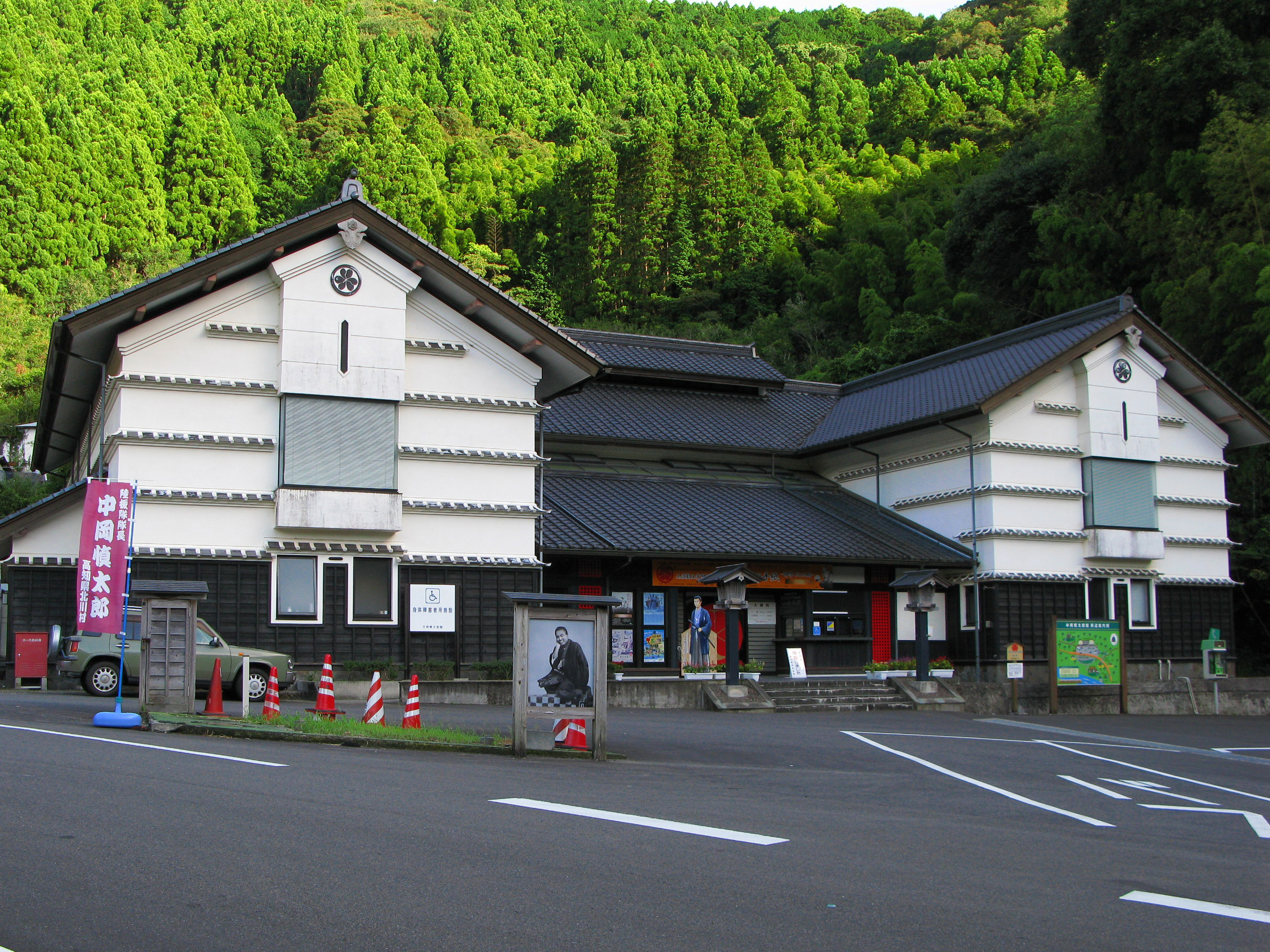
中岡慎太郎館

- 生誕の地である高知県安芸郡北川村柏木地区に「中岡慎太郎館」が建てられ、生家も復元・保存されている。土佐くろしお鉄道阿佐線（ごめん・なはり線）奈半利駅より北川村営バスで約20分。近隣には、幼少時代、慎太郎が奈半利川に飛び込みをして遊んだ崖や、村外の私塾や田野学館に通った山越えの道など（「向学の道」）、彼の生い立ちにまつわる跡が多い。
- 近江屋で坂本龍馬と一緒に襲われたが、彼は即死せず二日間生き延びて、刺客が「こなくそ」(四国方言)と言いながら襲ってきたと話している。また、焼飯（焼きおにぎり）を食べたいとも話したらしい。
- 「今日賎しいものが、明日には貴いかもしれない。小人か君子かは、人の心の中にある」という言葉を残している。
- 文久3年（1863年）慎太郎は、乾退助を俗論派と疑って、斬ろうとしたことがあったが、果たせなかった。 その後、脱藩を決意した慎太郎は、退助が失脚したことを知り、脱藩する前に退助の肚を探ろうと邸宅を訪ねた。乾は「君は以前、京都で私を斬ろうとしただろう」という退助の問いに対し、はじめ、慎太郎はしらを切ったが「中岡慎太郎は男児にあらずや、なんぞその実を直白せざる」と迫られたため、「いかにも、あなたを斬ろうとした」と正直に打ち明けたことをきっかけに、互いに胸襟を開き、昵懇になった[31]。
- 親しかった高杉晋作とは、漢詩好きという共通点があり、互いに詩を通じて交流を深めた。第二次長州征伐（四境戦争、幕長戦争）の直前にも、晋作は慎太郎に自作の詩を贈っている。
- 高杉晋作、太田民吉（本名・広田精一。宇都宮浪士）と共に、島津久光の暗殺を企てたことがあったが、未遂に終わった。後年、薩長同盟が成立すると、慎太郎は薩摩へおもむき、久光との対面を果たしているが、当然ながら、かつての暗殺計画について明かした形跡はない。
- おりょうの談話によれば、坂本龍馬ら土佐浪士の、京都における隠れ家だった、大仏南・河原屋五兵衛の隠居所（下京区塩小路町、現在は「土佐志士寓居跡」の碑がある）に、慎太郎も出入りしていたという。この隠れ家は、「池田屋事件」の残党狩りで幕吏に踏み込まれたが、慎太郎や龍馬は在しておらず、難を逃れた。
- 「第一次長州征伐」において、長州が要求された降伏条件の一つに、「三条実美ら五卿の身柄を、長州藩外に移す」というものがあった。この実施に際し、慎太郎は長州側の代表として、五卿の受け入れ先である太宰府を管理する福岡藩や、仲介を務める薩摩藩との交渉を行った。また、この交渉過程で、西郷隆盛と初めて対面した。
- 自著『時勢論』の中で、西郷隆盛、高杉晋作、久坂玄瑞、桂小五郎について、人物評を残している。
- 志士としての活動期間中はほとんど変名を用いていたため、現存する慎太郎の書状62通のうち、本名である中岡慎太郎名義で署名されたものはわずか4通しかなく、最も多い署名は石川清之助名義である[32]。
- 薩長連合、薩土密約、大政奉還は、テレビドラマや歴史小説などフィクションの世界では坂本龍馬が中心に描かれているものが多いが、歴史研究者の立場からは、史実ではその発想や行動において慎太郎が真の立役者であったとする意見が多い。
- 2000年にアメリカで発行された『JAPAN』という日本を紹介する本では、何故か坂本龍馬の銅像として室戸の慎太郎の銅像が紹介されている。
- 慎太郎の故郷の北川村では、飢饉から塩に困窮した村の農民らのために、その知らせを受けて江戸から帰郷し、塩の代用として使おうと奔走した村民思いの慎太郎が柚子の生産に貢献したものの、あえなくも柚子の性質上に無理が出たため、北川村は柚子の生産と収穫するのを一時的に中止したが、昭和後半期を迎えた機に再開された。今や高知県は柚子の生産量が日本の半分を占める日本一屈指の割合となり、柚子の消費を高める観光PRとして暗殺された慎太郎を弔うかのように10月の下旬頃で「慎太郎とゆずの郷祭」が開催されている。
- 堀与兵衛が撮影した現存する3枚の写真の内、頬杖をついて笑顔を見せた写真があるが、膝部分に女性の着物の袖がかかっていることから、堀が当時行っていた女性とツーショット撮影できるサービスを利用して撮影されたものである。しかし左側が三分の一ほど削られているため、女性の正体は不明のままである[33]。

## 全集
- 『中岡慎太郎全集』宮地佐一郎編・解説、勁草書房、1991年

## 伝記
- 尾崎卓爾『中岡慎太郎』（1926年）
- 尾崎卓爾『中岡慎太郎先生』（1927年/復刻版、マツノ書店、2010年）
- 平尾道雄『中岡慎太郎　陸援隊始末記』（中公文庫、1977年、新版2010年）
- 宮地佐一郎『中岡慎太郎』（PHP研究所、1992年）
- 宮地佐一郎『中岡慎太郎 維新の周旋家』（中公新書、1993年）
- 松岡司『中岡慎太郎伝　大輪の回天』（新人物往来社、1999年）
- 松岡司『中岡慎太郎　龍馬と散った男の生涯』（新人物往来社、2010年）

## 関連作品

### 小説（中岡慎太郎が主題のもの）

#### 長編
- 嶋岡晨『中岡慎太郎』（光風社出版、1988年／成美文庫、1996年）
- 宮地佐一郎『中岡慎太郎』（PHP研究所、1992年）
- 堀和久『中岡慎太郎』（上下巻：講談社、1992年／人物文庫：学陽書房、2009年）
- 福田善之『草莽無頼なり』（上下巻：朝日新聞出版、2010年）
- 簑輪諒『千里の向こう』（文藝春秋、2019年／文春文庫、2022年）

#### 短編
- 童門冬二『戦の美学』（短編集『明日は維新だ』収録、人物往来社、1967年/集英社文庫、1992年）

### 実写映像作品

#### 映画
- 『幕末』（1970年、演：仲代達矢）
- 『竜馬暗殺』（1974年、演：石橋蓮司）
- 『ゴルフ夜明け前』（1987年、演：武野功雄）
- 『竜馬を斬った男』（1987年、演：片桐竜次）
- 『仁義なき幕末-龍馬死闘編-』（2023年、演：赤澤燈）

#### テレビドラマ
- 『竜馬がゆく』（1965年、MBS、演：工藤堅太良）
- 『竜馬がゆく』（1982年、テレビ東京、演：中村嘉葎雄）
- 『幕末青春グラフィティ 坂本竜馬』（1982年、日本テレビ、演：風間杜夫）
- 『白虎隊』（1986年、日本テレビ年末時代劇スペシャル、演：木之元亮）
- 『坂本龍馬』（1989年、TBS大型時代劇スペシャル、演：美木良介）
- 『竜馬がゆく』（1997年、TBS大型時代劇スペシャル、演：岡本健一）
- 『新選組血風録』（1998年、テレビ朝日、演：柴田善行）
- 『竜馬がゆく』（2004年、テレビ東京新春ワイド時代劇、演：山田純大）
- 『大河ドラマが描かない坂本龍馬の真実』（2010年、日本テレビ、演：柴田善行）
- 『JIN-仁- 完結編』（2011年、 TBS日曜劇場、演：市川亀治郎）
- 『私たちの薩長同盟』（2017年、フジテレビ「FNS27時間テレビ」内ドラマ、演：野村周平）
- 『龍馬 最後の30日』（2017年、NHK総合、演：山本浩司）
- 『龍馬の遺言』（2017年、NHK BSプレミアム、演：山本浩司）
- 『幕末相棒伝』（2022年、NHK正月時代劇、演：和田正人）

#### NHK大河ドラマ
- 『竜馬がゆく』（1968年、演：新克利）
- 『勝海舟』（1974年、演：高津住男）
- 『花神』（1977年、演：横光克彦）
- 『翔ぶが如く』（1990年、演：古山忠良）
- 『新選組!』（2004年、演：増沢望）
- 『篤姫』（2008年、演：天原まさみち）
- 『龍馬伝』（2010年、演：上川隆也）
- 『西郷どん』（2018年、演：山口翔悟）

### アニメ

#### テレビアニメ
- 『お〜い!竜馬』（1992年-1993年、NHK総合テレビ、声：中原潤）
- 『陸奥圓明流外伝 修羅の刻』（2004年、テレビ東京、声：岩崎征実）
- 『イナズマイレブンGO クロノ・ストーン』（2012年、テレビ東京、声：泰勇気）
- 『ねこねこ日本史』（2018年10月31日・第84話、主役、Eテレ、声：八代拓）
- 『BAKUMATSU』『BAKUMATSUクライシス』（2018年-2019年、TBSテレビ、声：濱健人）- 原案はスマートフォン向け恋愛ゲーム『恋愛幕末カレシ〜時の彼方で花咲く恋〜』。高知出身の濱健人は、作中の方言指導も担当した。

#### 劇場版アニメ
- 『龍 -RYO-』（2013年、声：高橋伸也）
- 『ねこねこ日本史〜龍馬のハチャメチャタイムトラベルぜよ!〜』（2020年、声：八代拓）

### ゲーム

#### シミュレーションゲーム
- 『維新の嵐』（光栄、1988年）
- 『維新の嵐 幕末志士伝』（光栄、1998年）
- 『維新の嵐 疾風龍馬伝』（コーエーテクモゲームス、2010年）

#### アクションゲーム
- 『風雲新撰組』（元気、2004年）
- 『風雲幕末伝』（元気、2005年）
- 『龍が如く 維新!』（セガ、2014年、声：山路和弘）- 外見は『龍が如く』シリーズの登場人物・伊達真がモデル。
- 『憂世ノ志士・憂世ノ浪士』（スパイクチュンソフト、2015年、声：中村大樹）
- 『Rise of the Ronin』（販売：ソニー・インタラクティブエンタテインメント、開発：コーエーテクモゲームス、2024年、声：小松史法）

#### 女性向け恋愛ゲーム
- 『維新恋華 龍馬外伝』（D3パブリッシャー、2010年、声：檜山修之）
- 『遙かなる時空の中で5』（コーエーテクモゲームス、2011年、声：根本正勝）
- 『花さくまにまに』（MAGES.、2013年、声：鈴木裕斗）
- 『薄桜鬼』シリーズ（アイディアファクトリー、声：平川大輔）- 2015年発売の『薄桜鬼 真改　風ノ章』から中岡慎太郎が登場。

#### アーケードゲーム
- 『英傑大戦』（セガ、2022年、声：小林親弘）

#### オンラインゲーム
- 『龍が如く ONLINE』（セガ、2018年、声：山路和弘）

#### その他のジャンル
- 『イナズマイレブンGO2 クロノ・ストーン』（レベルファイブ、2012年）

### 漫画
- 『お～い！竜馬』（原作：武田鉄矢、漫画：小山ゆう）
- 『サムライせんせい』（黒江S介、リブレ） - 近江屋事件後の時の回想で登場する。
- 『ねこねこ日本史』（そにしけんじ、実業之日本社）- 第5巻に中岡慎太郎の主役の回が登場する。
- 『竜馬がゆく』（原作：司馬遼太郎、作画：鈴ノ木ユウ）

### 楽曲
- 『中岡慎太郎』（1988年、作詞：星野哲郎、作曲：浜口庫之助、歌：尾形大作）
- 『果てない夢路』さくらゆき（2020年、作詞：北織さよ、作曲：森伸弘）

その他、坂本龍馬に関係する作品に多く登場する。